# Coppa del Re 1989-1990
La Copa del Rey 1989-1990 fu la 86ª edizione della Coppa di Spagna. Il torneo iniziò il 6 settembre 1989 e si concluse il 5 aprile 1990. La finale si disputò allo stadio Luis Casanova di Valencia dove il Barcellona conquistò la sua ventiduesima Coppa.

## Formula e squadre partecipanti
In questa edizione presero parte tutte le squadre di Primera División, Segunda División e 4 squadre di Segunda División B che si sfidarono in scontri ad eliminazione diretta. Le prime sei squadre della Primera División dell'anno precedente erano qualificate direttamente per gli ottavi di finale. In questa edizione non era presente la regola dei gol fuori casa.

## Primo turno
| Squadra 1           | Totale | Squadra 2          | Andata | Ritorno |
| ------------------- | ------ | ------------------ | ------ | ------- |
| Deportivo La Coruña | 3 - 6  | Tenerife           | 3 - 3  | 0 - 3   |
| Elche               | 3 - 2  | Eibar              | 2 - 1  | 1 - 1   |
| Barcellona Atlètic  | 2 - 0  | CD Logroñés        | 0 - 0  | 2 - 0   |
| Real Betis          | 2 - 1  | Maiorca            | 1 - 0  | 1 - 1   |
| Recreativo Huelva   | 4 - 3  | Salamanca UDS      | 2 - 1  | 2 - 2   |
| Sabadell            | 2 - 1  | Osasuna            | 2 - 0  | 0 - 1   |
| Racing Santander    | 3 - 5  | Sestao Sport       | 2 - 3  | 1 - 2   |
| Bilbao Athletic     | [ 1 ]  | Xerez              | -      | -       |
| Real Burgos         | 1 - 2  | Real Sociedad      | 0 - 1  | 1 - 1   |
| Castilla            | 2 - 3  | Real Oviedo        | 2 - 1  | 0 - 2   |
| Alzira              | 1 - 3  | Malaga             | 1 - 1  | 0 - 2   |
| Levante             | 3 - 4  | Rayo Vallecano     | 2 - 1  | 1 - 3   |
| Figueres            | 3 - 4  | Sporting Gijón     | 1 - 4  | 2 - 0   |
| Las Palmas          | 1 - 3  | Celta Vigo         | 0 - 1  | 1 - 2   |
| Mollerussa          | 1 - 6  | Cadice             | 1 - 3  | 0 - 3   |
| Real Murcia         | 4 - 7  | Castellón          | 3 - 4  | 1 - 3   |
| Espanyol            | 0 - 1  | Siviglia           | 0 - 0  | 0 - 1   |
| UE Lleida           | 1 - 3  | Atlético Madrileño | 1 - 0  | 0 - 3   |
| Palamós             | 1 - 5  | Athletic Bilbao    | 0 - 2  | 1 - 3   |

## Secondo turno
- Athletic Bilbao

| Squadra 1          | Totale | Squadra 2      | Andata | Ritorno         |
| ------------------ | ------ | -------------- | ------ | --------------- |
| Atlético Madrileño | 4 - 5  | Real Sociedad  | 2 - 2  | 2 - 3           |
| Sabadell           | 2 - 1  | Siviglia       | 1 - 0  | 1 - 1           |
| Recreativo Huelva  | 2 - 4  | Real Oviedo    | 1 - 0  | 1 - 4           |
| Tenerife           | 5 - 3  | Rayo Vallecano | 2 - 2  | 3 - 1           |
| Real Betis         | 3 - 2  | Castellón      | 2 - 0  | 1 - 2           |
| Elche              | 0 - 0  | Sporting Gijón | 0 - 0  | 0 - 0 (?-? dcr) |
| Sestao Sport       | 1 - 3  | Celta Vigo     | 0 - 2  | 1 - 1           |
| Barcellona Atlètic | 3 - 3  | Cadice         | 1 - 1  | 2 - 2 (?-? dcr) |
| Xerez              | 1 - 3  | Malaga         | 1 - 1  | 0 - 2           |

## Ottavi di finale
| Squadra 1       | Totale | Squadra 2      | Andata | Ritorno         |
| --------------- | ------ | -------------- | ------ | --------------- |
| Real Oviedo     | 1 - 2  | Real Saragozza | 0 - 1  | 1 - 1           |
| Sabadell        | 3 - 3  | Real Sociedad  | 1 - 0  | 2 - 3 (?-? dcr) |
| Valencia        | 5 - 0  | Celta Vigo     | 5 - 0  | 0 - 0           |
| Tenerife        | 0 - 3  | Sporting Gijón | 0 - 0  | 0 - 3           |
| Real Valladolid | 9 - 3  | Malaga         | 6 - 1  | 3 - 2           |
| Athletic Bilbao | 0 - 2  | Barcellona     | 0 - 1  | 0 - 1           |
| Atlético Madrid | 0 - 2  | Real Madrid    | 0 - 0  | 0 - 2           |
| Real Betis      | 1 - 2  | Cadice         | 1 - 0  | 0 - 2           |

## Quarti di finale
| Squadra 1      | Totale | Squadra 2       | Andata | Ritorno         |
| -------------- | ------ | --------------- | ------ | --------------- |
| Real Saragozza | 2 - 2  | Valencia        | 2 - 1  | 0 - 1 (?-? dcr) |
| Real Madrid    | 3 - 1  | Real Valladolid | 3 - 0  | 0 - 1           |
| Sporting Gijón | 1 - 2  | Cadice          | 0 - 0  | 1 - 2           |
| Real Sociedad  | 3 - 4  | Barcellona      | 0 - 1  | 3 - 3           |

## Semifinali
| Squadra 1  | Totale | Squadra 2   | Andata | Ritorno |
| ---------- | ------ | ----------- | ------ | ------- |
| Barcellona | 3 - 2  | Valencia    | 2 - 1  | 1 - 1   |
| Cadice     | 0 - 4  | Real Madrid | 0 - 1  | 0 - 3   |

## Finale
| Squadra 1  | Risultato | Squadra 2   |
| ---------- | --------- | ----------- |
| Barcellona | 2 - 0     | Real Madrid |

| Arbitro: | Raúl García de Loza |

|                            |           |  |
| Amor 68’ Julio Salinas 90’ | Marcatori |  |